# Seiches-sur-le-Loir
Seiches-sur-le-Loir è un comune francese di 3 016 abitanti situato nel dipartimento del Maine e Loira nella regione dei Paesi della Loira.

## Società

### Evoluzione demografica
Abitanti censiti